# Monasticon belge
Le Monasticon belge est un ouvrage prosopographique monumental sur l'histoire des grands monastères belges jusqu'en 1789. Il est rédigé en français et compte 23 volumes.

## Historique
Le bénédictin Ursmer Berlière (1861–1932) de l'abbaye de Maredsous commence la publication comme supplément et correction à la Gallia christiana. Les premiers volumes apparaissent à la fin du XIXe siècle. Avant sa mort, il écrit quatre volumes totalisant 811 pages. En 1955, le Centre national de recherches d'histoire religieuse poursuit la série. Avec la participation de nombreux chercheurs, les travaux sont achevés en 1993.
Le Monasticon belge est ordonné par province et en son sein par ordre (bénédictins, cisterciens, prémontrés et augustins réguliers) et par sexe. Il est imprimé à la maison d' édition Brepols .

## Aperçu
- Partie 1. Provinces de Namur et de Hainaut, 2 vol., 1890-1897
- Partie 2. Province de Liège, 2 vol., 1928-1929
- Partie 3. Province de Flandre occidentale, 4 vol., 1960-1978
- Partie 4. Province de Brabant, 6 vol., 1964-1972
- Partie 5. Province de Luxembourg, 1 vol., 1975
- Partie 6. Province de Limbourg, 1 vol., 1976
- Partie 7. Province de Flandre orientale, 5 vol., 1977-1989
- Partie 8. Province d'Anvers, 2 vol., 1992-1993